# GW501516
GW501516 (другие названия: GW1516 и эндуробол) — органическое соединение, агонист рецепторов, активируемых пероксисомным пролифератором, подтипа δ (PPARδ). Разработано компанией GlaxoSmithKline совместно с Ligand Pharmaceuticals (США) в 1992 году. Проходило клинические испытания в качестве возможного лекарственного средства для лечения ожирения, диабета, сердечно-сосудистых и некоторых других заболеваний. Однако при испытаниях на крысах была выявлена высокая канцерогенность препарата, и компания GlaxoSmithKline прекратила его разработку. Вещество действует на метаболические пути, активируемые посредством физических упражнений, и увеличивает выносливость при выполнении долговременных упражнений. В частности, мишенями действия GW501516 являются PPARδ и АМФ-активируемая протеинкиназа. Оно использовалось как допинг и было обнаружено у нескольких именитых спортсменов. В связи с опасностью препарата для здоровья Всемирное антидопинговое агентство пошло на беспрецедентный для себя шаг и предупредило возможных пользователей о рисках для здоровья, возникающих при его приёме.